# Rafael de la Colina
Rafael de la Colina Riquelme (Tulancingo, Hidalgo, 20 de septiembre de 1898 - 1996) fue un diplomático mexicano, fue Representante de México ante las Naciones Unidas y Estados Unidos, fue galardonado con la Medalla Belisario Domínguez.